# Eleição municipal de Niterói em 2012
As eleições municipais de Niterói, em 2012 ocorreram no dia 7 de outubro (1° turno) e 28 de outubro (2° turno) e elegeram 1 (um) prefeito, mais o vice de seu partido ou coligação e 21 vereadores para a Câmara Municipal de Niterói. O prefeito e o vice-prefeito eleitos assumiram os cargos no dia 1 de janeiro de 2013 e seus mandatos terminarão no dia 31 de dezembro de 2016. Com 52,55% dos votos válidos, o deputado estadual Rodrigo Neves (PT) foi eleito prefeito de Niterói em segundo turno, derrotando Felipe Peixoto (PDT) que obteve 47,45%.

## Antecedentes
Na eleição municipal de 2008, Jorge Roberto Silveira, do PDT, venceu a eleição no primeiro turno com 60,80% dos votos (122.196), sendo eleito pela quarta vez para o cargo. Em segundo lugar ficou o candidato do PT, o deputado estadual Rodrigo Neves, com 22,62% dos votos. O candidato do PSOL, ex-vereador Paulo Eduardo Gomes, terminou em terceiro com 7,98% dos votos válidos.
Jorge Roberto estava apto para disputar a reeleição no pleito de 2012, mas enfrentando baixa popularidade e problemas em sua gestão, ocasionados principalmente pelo atraso nas obras do Mergulhão da Avenida Marquês do Paraná e pela tragédia do deslizamento no Morro do Bumba em 2010, decidiu por desistir da disputa por mais um mandato à frente da Prefeitura e encerrou sua carreira política.

## Candidatos a prefeito
| Candidato(a) a prefeito(a) | Candidato(a) a prefeito(a) | Candidato(a) a vice-prefeito(a) | Nº | Coligação/Partido                                                 | Tempo de horário eleitoral |
| -------------------------- | -------------------------- | ------------------------------- | -- | ----------------------------------------------------------------- | -------------------------- |
|                            | Rodrigo Neves (PT)         | Axel Grael (PV)                 | 13 | Vamos Niterói PT, PV, PMDB, PCdoB, PSB, PMN, PSC, PRB, PHS e PSDC | 12 minutos e 12 segundos   |
|                            | Felipe Peixoto (PDT)       | José Seba (PPS)                 | 12 | Niterói do Futuro PDT, PPS, PSDB, PP, PRP, PPL, PTN, PSL e PTdoB  | 8 minutos e 30 segundos    |
|                            | Sergio Zveiter (PSD)       | Fabiano Gonçalves (PTB)         | 55 | Compromisso de Mudança PSD, PTB, DEM, PRTB, PR e PTC              | 6 minutos e 13 segundos    |
|                            | Flávio Serafini (PSOL)     | Claudio SOS Bombeiros PSOL      | 50 | Mudança de Verdade PSOL e PCB                                     | 2 minutos e 8 segundos     |
|                            | Heitor Fernandes (PSTU)    | Sabrina Luz PSTU                | 16 | sem coligação                                                     | 1 minuto                   |

## Resultados

### Prefeito
| Candidato               | Vice                         | 1º turno | 1º turno    | 2º turno         | 2º turno         |
| Candidato               | Vice                         | Total    | Porcentagem | Total            | Porcentagem      |
| ----------------------- | ---------------------------- | -------- | ----------- | ---------------- | ---------------- |
| Rodrigo Neves (PT)      | Axel Grael (PV)              | 105.829  | 39,35%      | 132.001          | 52,55%           |
| Felipe Peixoto (PDT)    | José Seba (PPS)              | 88.660   | 32,96%      | 119.205          | 47,45%           |
| Flavio Serafini (PSOL)  | Claudio SOS Bombeiros (PSOL) | 49.490   | 18,40%      | Não participaram | Não participaram |
| Sérgio Zveiter (PSD)    | Fabiano Gonçalves (PTB)      | 23.664   | 8,80%       | Não participaram | Não participaram |
| Heitor Fernandes (PSTU) | Sabrina Luz (PSTU)           | 1.322    | 0,49%       | Não participaram | Não participaram |
| Total de votos válidos  | Total de votos válidos       | 268.965  | 100%        | 251.206          | 100%             |
| → Votos em branco       | → Votos em branco            | 16.097   | 5,09%       | 12.350           | 4,13%            |
| → Votos nulos           | → Votos nulos                | 30.970   | 9,80%       | 35.693           | 11,93%           |
| Total                   | Total                        | 316.032  | 82,73%      | 299.249          | 78,33%           |
| Abstenções              | Abstenções                   | 65.972   | 17,27%      | 82.755           | 21,67%           |
| Total de inscritos      | Total de inscritos           | 382.004  | 100%        | 382.004          | 100%             |

### Vereadores
| Partido                                                    | Votos | % de votos | Cadeiras | % de cadeiras |
| ---------------------------------------------------------- | ----- | ---------- | -------- | ------------- |
| Partido Democrático Trabalhista (PDT - 12)                 | 46921 | 17,03%     | 4        | 19,05%        |
| Partido dos Trabalhadores (PT - 13)                        | 39079 | 14,19%     | 3        | 14,29%        |
| Partido Socialismo e Liberdade (PSOL - 50)                 | 33437 | 12,14%     | 3        | 14,29%        |
| Partido Popular Socialista (PPS - 23)                      | 29399 | 10,67%     | 3        | 14,29%        |
| Partido do Movimento Democrático Brasileiro (PMDB - 15)    | 22176 | 8,05%      | 2        | 9,52%         |
| Partido Republicano Progressista (PRP - 44)                | 16198 | 5,88%      | 1        | 4,76%         |
| Partido Progressista (PP - 11)                             | 13443 | 4,88%      | 1        | 4,76%         |
| Partido da Social Democracia Brasileira (PSDB - 45)        | 11598 | 4,21%      | 1        | 4,76%         |
| Partido Trabalhista do Brasil (PTdoB - 70)                 | 11547 | 4,19%      | 1        | 4,76%         |
| Partido Social Democrático (PSD - 55)                      | 10933 | 3,97%      | 1        | 4,76%         |
| Partido Verde (PV - 43)                                    | 6058  | 2,20%      | 1        | 4,76%         |
| Partido Republicano Brasileiro (PRB - 10)                  | 5150  | 1,87%      | 0        | -             |
| Partido Social Cristão (PSC - 20)                          | 4685  | 1,70%      | 0        | -             |
| Partido Trabalhista Brasileiro (PTB - 14)                  | 3696  | 1,34%      | 0        | -             |
| Partido Trabalhista Nacional (PTN - 19)                    | 3186  | 1,16%      | 0        | -             |
| Partido Humanista da Solidariedade (PHS - 31)              | 3125  | 1,13%      | 0        | -             |
| Partido Socialista Brasileiro (PSB - 40)                   | 3090  | 1,12%      | 0        | -             |
| Partido da República (PR - 22)                             | 2585  | 0,94%      | 0        | -             |
| Partido Comunista do Brasil (PCdoB - 65)                   | 2560  | 0,93%      | 0        | -             |
| Democratas (DEM - 25)                                      | 2316  | 0,84%      | 0        | -             |
| Partido Renovador Trabalhista Brasileiro (PRTB - 28)       | 1979  | 0,72%      | 0        | -             |
| Partido Socialista dos Trabalhadores Unificado (PSTU - 16) | 565   | 0,20%      | 0        | -             |
| Partido Social Liberal (PSL - 17)                          | 563   | 0,20%      | 0        | -             |
| Partido Social Democrático Cristão (PSDC - 27)             | 515   | 0,19%      | 0        | -             |
| Partido Pátria Livre (PPL - 54)                            | 411   | 0,15%      | 0        | -             |
| Partido Comunista Brasileiro (PCB - 21)                    | 95    | 0,03%      | 0        | -             |
| Partido da Mobilização Nacional (PMN - 33)                 | 78    | 0,03%      | 0        | -             |
| Partido Trabalhista Cristão (PTC - 36)                     | 55    | 0,02%      | 0        | -             |